# とっと
とっと（4月13日 - ）は、千葉県柏市出身の日本のシンガーソングライター。

## 来歴
2005年、シングル「ありんこ」で全国デビュー。
トレードマークの帽子をかぶり、幼稚園・ショッピングセンター・老人ホーム・ライブハウスなどでの営業活動や路上ライブを行っている。2006年には、幼稚園で無償で歌う活動を行っている。
2007年にリリースしたミニアルバム『とっとのポケット』は、手売りを中心に5000枚を売り上げた。またこの時期、J:COM『HOMETOWN東葛』の幼稚園紹介コーナー「今月のとっとちゃん」に出演した。
2008年から2年連続で、渋谷duo MUSIC EXCHANGEでのワンマンライブを行った。
2010年4月にリリースしたシングル「こくばん消し」は、オリコンインディーズチャートで2位にランクインした。この曲は、その翌月に発売されたミニアルバム『Pianote』にも収録されている。また同年4月17日には、「とっとこカフェ」という自主企画ライブを開催。自身が喫茶店の店長となり、他の出演者とトークしながら音楽を楽しむというスタイルを見せた。現在、「とっとこカフェ vol.6」まで開催している。
2011年7月には自己プロデュースシングル「Try!あんぐる」を、同年11月には同じく自己プロデュースシングル「Try!あんぐる2」をリリースした。